# Сырдарьинская нефтегазоносная область

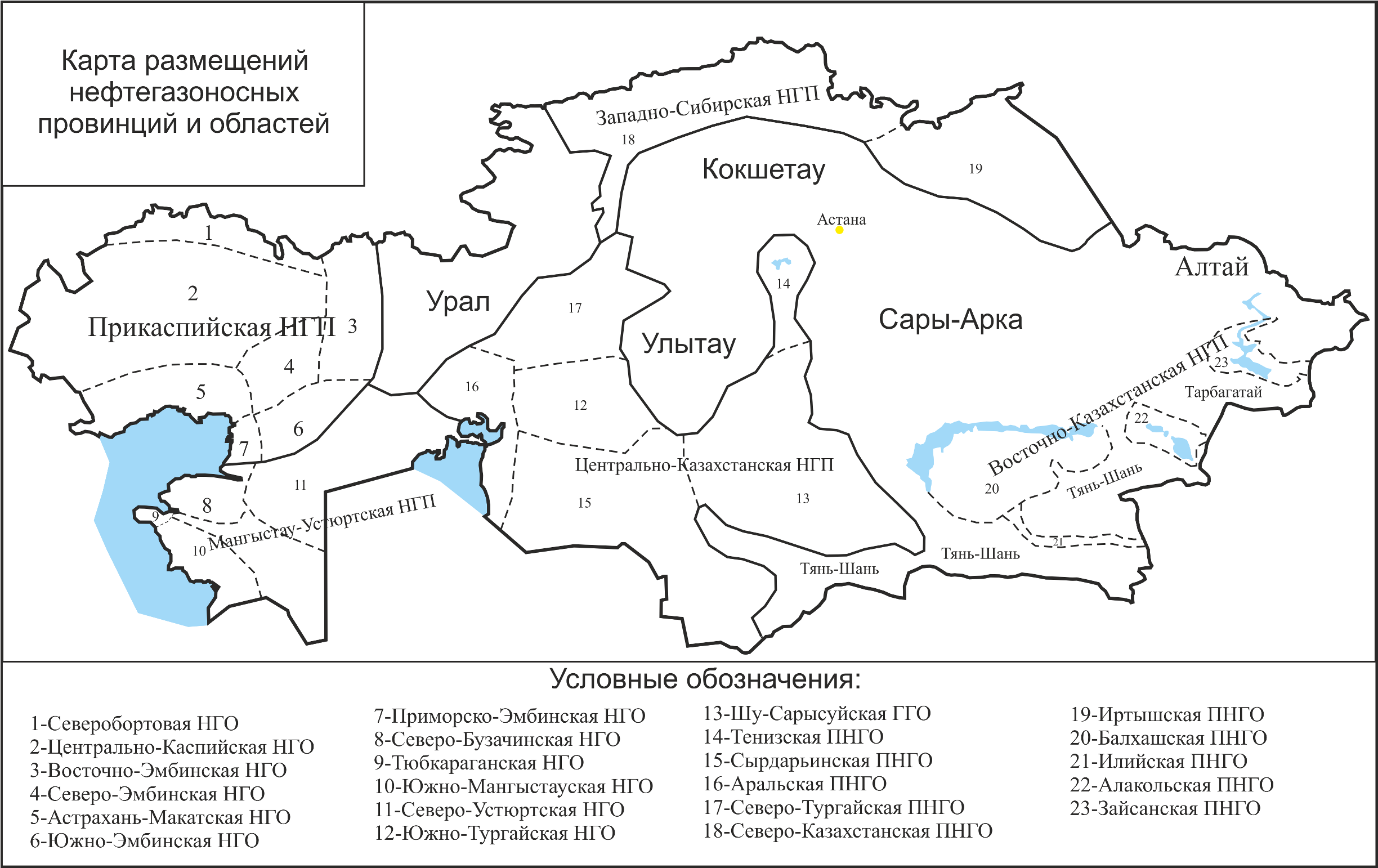

Сырдарьи́нская нефтегазоносная область выделена в качестве отдельной нефтегазоперспективной области.
Она расположена на крайнем юге Казахстана и административно входит в состав Кызыл-ординской и Южно-Казахстанской областей.
Бассейн характеризуется субширотной ориентировкой и размерами 650x350 км.
Северо-восточной и юго-западной границами Сырдарьинского НГО служат горно-складчатые сооружения Срединного (хр. Большой и Малый Каратау и т. д.) и Южного (хр. Букантау, Нуратау и т. д.) Тянь-шаня, а юго-восточной — хр. Угам, Чаткал, Курама.
Северо-западная граница рассматриваемого бассейна не имеет морфологического оформления и проводится по Аккырско-Кумкалинской седловине, отделяющей его от Аральского бассейна.
Территория Сырдарьинского НГО площадью более 150 тыс. км² дважды вовлекалась в сферу нефтепоисковых работ: в конце 50-х годов в связи с открытием месторождений нефти и газа в мезозойских отложениях соседнего Бухаро-Хивинского региона и в начале 80-х годов после установления промышленной газоносности средне-верхнепалеозойских образований в пределах Шу-Сарысуйского бассейна.
На первом этапе основные перспективы нефтегазоносности Сырдарьинского НГО по аналогии с Бухаро-Хивинской нефтегазоносной областью связывались с юрскими осадками, широкое развитие которых предполагалось.
Однако, результаты бурения и сейсморазведки показали, что юрские отложения в пределах Кызылкумов практически отсутствуют, исключение составляет Аральский НГО и его акваториально-континентальная часть — Восточно-Аральская впадина.
На юго-востоке бассейна по данным бурения, проведённого на лево- и правобережье р. Сыр-Дарьи, установлено спорадическое развитие верхней пестроцветной секции разреза юрской системы, накопившейся в эрозионных депрессиях палеозойского основания. Однако, не исключается их более широкое участие в центральных частях крупных прогибов.
В целом нефтепоисковые работы того периода показали, что меловые образования промыты пресными или слабосолоноватыми водами и промышленных скоплений углеводородов не содержат.
На втором этапе объектом нефтепоисковых работ становятся палеозойские образования, которые классифицировались ранее в качестве дислоцированных и интрудированных комплексов герцинид и относились к образованиям фундамента.
В целях выяснения их вещественного состава, стратиграфического расчленения, генерационных возможностей, стратификации отражающих и преломляющих горизонтов, а также оценки перспектив нефтегазоносности и изучения гидродинамических и гидрохимических особенностей подземных вод, были проведены региональные сейсморазведочные работы и пробурён профиль параметрических скважин 1-П, 2-П и 3-П Среднесырдарьинские.
Последними были изучены верхнепалеозойские образования различного литологического состава и фациальной принадлежности, характеризующиеся некоторой обогащённостью органическими веществами и битумоидами.
Это позволяло выделить в их объёме толщи вероятных нефтематеринских пород, что несомненно явилось благоприятным фактором для оценки перспектив нефтегазоносности региона.
Вместе с тем, невысокие ёмкостно-фильтрационные свойства верхнепалеозойских образований и отсутствие надёжных покрышек резко снижали перспективы нефтегазоносности исследуемого бассейна.
В качестве покрышек могли бы выступать прослои сульфатов и сульфатизированных пород, наблюдаемые в обнажениях горных обрамлений бассейна и в разрезах параметрических скважин.
Однако, установление их пространственного развития, не говоря уже о трассировании поверхности фундамента и расшифровке внутреннего строения квазиплатформенного палеозоя, была в те годы задачей практически невыполнимой.
Несмотря на наличие комплекса благоприятных литологических, геохимических и гидрогеологических предпосылок скопления нефти не были обнаружены.
Результаты параметрического бурения подтвердили сложность геологической структуры верхнего палеозоя Сырдарьинского бассейна, литологическую и фациальную изменчивость его образований в пространстве и во времени, а также наличие глубоких размывов и довольно протяжённых надвигов.
Глубокое бурение конца 20-го столетия, проведённое в пределах Арысского прогиба юго-востока Сырдарьинского НГО, позволило установить в верхней секции разреза нижнего карбона толщи соленосных образований.